# スイス傭兵

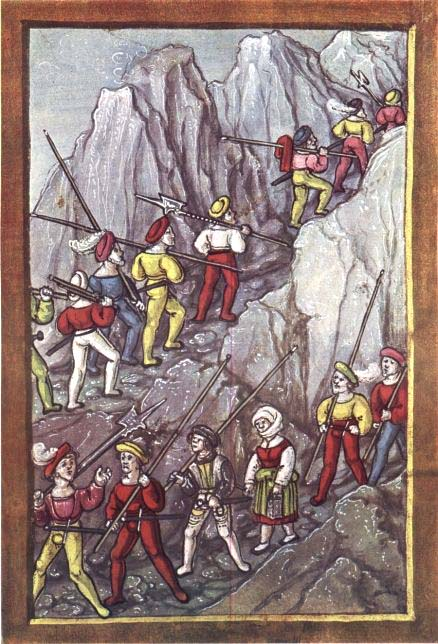
アルプスを越えるスイス傭兵(ルツェルン・シリングの挿絵)

スイス傭兵（スイスようへい、ドイツ語: Reisläufer）は、主にスイス人によって構成される傭兵部隊で、15世紀から18世紀にかけてヨーロッパ各国の様々な戦争に参加した。特にフランス王家とローマ教皇に雇われた衛兵隊が名高く、後者は現存している。

## 歴史
14世紀にスイス原初同盟（Eidgenossenschaft）がハプスブルク家を破り独立を果たすと、スイス歩兵の精強さがヨーロッパで認められるようになった。そして1470年代におこったブルゴーニュ戦争ではスイス傭兵は主力として活躍しシャルル突進公を破ったことから、その評価は決定的になった。その後、スイスは北イタリアにおいて独自の覇権を目指すが、1515年にマリニャーノの戦いでフランスに敗れると、拡張政策を放棄し傭兵輸出に専念するようになった。スイス傭兵は州政府単位で雇用主と契約にあたることに特徴がある。
国土の大半が山地で農作物があまりとれずめぼしい産業が無かったスイスにおいて、傭兵稼業は重要な産業となった。また傭兵稼業によってスイスは強大な軍事力を保有する事となり、隣接する他国にとっては、侵略が極めて困難であり、侵略してもそれに見合った利益が得られない国と看做されるようになり、スイスの安全保障に貢献し、「血の輸出」と呼ばれた。貧しい農村部から外国への出稼ぎが特に多かった。16世紀から17世紀にかけては16歳以上の男性の1/3が傭兵になったと推定されている。
1874年にスイス憲法が改正され傭兵の輸出を禁じるようになり、1927年には自国民の外国軍への参加を禁止した。このため、スイスの傭兵輸出産業は完全に終了することになったが、中世からの伝統をもつバチカン市国のスイス衛兵のみは、「ローマ教皇のための警察任務」との解釈により、唯一の例外として認められている。

## フランスのスイス傭兵

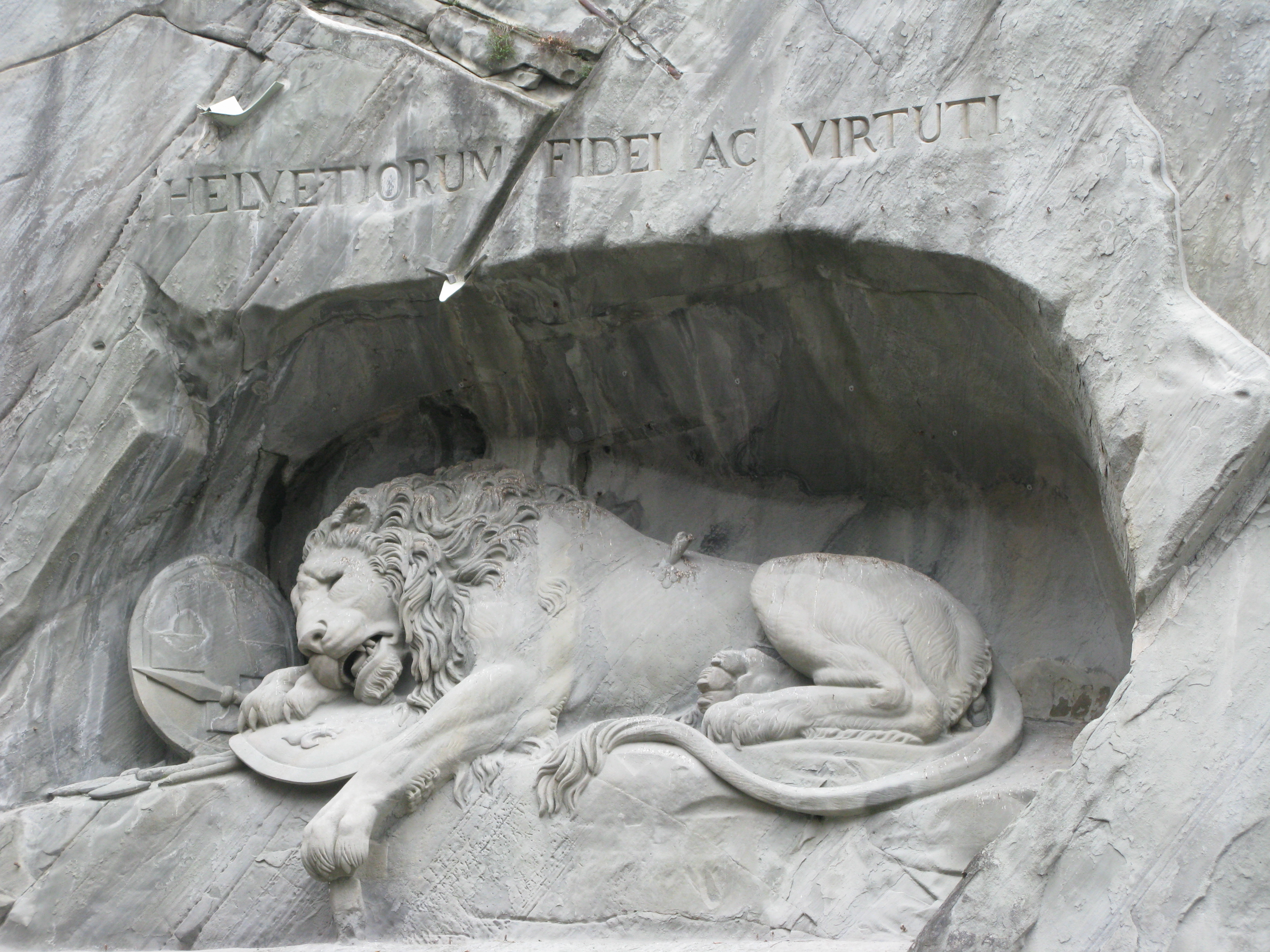
スイスのルツェルンにあるライオン記念碑（嘆きのライオン像）。フランス革命の際にテュイルリー宮殿でルイ16世とその家族を守って殉職したスイス傭兵を偲んで造られた。背中に折れた矢が刺さったライオンはスイス傭兵、ライオンがかばっている盾はルイ16世とその家族を表している。

マリニャーノの戦いの後の和解により、1516年からスイス傭兵（ギャルド・スイス）はフランス軍の重要な一角を占めるようになる。フランソワ1世はイタリア戦争など一連の戦争において延べ12万人のスイス傭兵を雇用したといわれ、1525年のパヴィアの戦いでも多数のスイス傭兵がフランス軍に参加している。ルイ14世のころに、スイス傭兵はスイス衛兵とスイス連隊に分けられ、その規律の正しさとフランス王への忠誠心から高い評価を受けていた。
フランス革命の際にもテュイルリー宮殿に殺到する民衆に対して王家の防衛に当たったが、多数の敵に囲まれて大部分が殉職した。革命時にはスイス衛兵は廃止されたが、ナポレオン時代に復活し、7月革命時に再び廃止された。

## スイス傭兵が参加した戦い
- イタリア戦争
- 三十年戦争 - 17世紀に起こったドイツでの宗教戦争及び国家間戦争。特にスウェーデン軍やフランス軍に雇用された。
- ソルフェリーノの戦い - 1859年、スイス人兵が外国人部隊として投入された戦い。スイスの銀行家アンリ・デュナンは、戦場の凄惨さを見た経験から赤十字国際委員会を設立。